# Kőérberek
Kőérberek Budapest egyik városrésze a XI. kerületben.

## Fekvése
Határai: Repülőtéri út Budapest határától  – Kőérberki út – Kétvölgyi utca – Balatoni út – Hosszúréti-patak – a XI. és a XXII. kerület határa – Meggyvágó utcától északnyugatnak futó erdei út – Budapest határa a Repülőtéri útig.

## Története
A terület a sekély völgyben folyó Hosszúréti-pataknak nevezett Kő-érről kapta a nevét.